# Bureau International des Expositions

Logo

Das Bureau International des Expositions (BIE, deutsch Internationales Büro für Ausstellungen) wurde am 22. November 1928 in Paris mit dem Ziel gegründet, einen gemeinsamen internationalen Ausschuss zur Gestaltung und Ausschreibung von Weltausstellungen (auch als Exposition Universelle Internationale, Exposition Mondiale (Expo) oder World’s Fair bezeichnet) sowie weiterer internationaler Messen und Ausstellungen zu bilden; so bestimmt die Organisation über den Veranstaltungsort, das Reglement und die Werbemaßnahmen der Messen (vergleichbar ist das Komitee mit dem IOC).
In der öffentlichen Kritik stand das BIE wegen der umstrittenen Weltausstellung 1964/1965 in New York City aufgrund schlechter Besucherzahlen und Demonstrationen von Bürgerrechtsbewegungen vor dem Messegelände.
Zu den von der BIE betreuten Ausstellungen gehören außerdem die Triennale di Milano und die Internationale Gartenbauausstellung.
Das BIE finanziert sich über Beitragsgebühren (aktuell 184 Mitgliedsländer).